# Federico Grabich
 (novembre 2023).
Si vous disposez d'ouvrages ou d'articles de référence ou si vous connaissez des sites web de qualité traitant du thème abordé ici, merci de compléter l'article en donnant les références utiles à sa vérifiabilité et en les liant à la section « Notes et références ».
Federico Grabich, né le 26 mars 1990 à Casilda, est un nageur argentin, spécialiste de nage libre.
Il remporte le titre du 100 mètres en 48 s 26 aux Jeux panaméricains à Toronto en 2015. Il remporte la médaille de bronze lors des championnats du monde à Kazan sur 100 mètres nage libre en 48 s 12, à seulement 1/100e de son propre record national, médaille qui constitue une première à ce niveau pour un Argentin.